# Fouquebrune
Fouquebrune település Franciaországban, Charente megyében. Lakosainak száma 717 fő (2022. január 1.). Fouquebrune Chadurie, Mouthiers-sur-Boëme, Torsac, Voulgézac, Boisné-La Tude és Magnac-lès-Gardes községekkel határos.

## Népesség
A település népessége az elmúlt években az alábbi módon változott:
| Lakosok száma | 450  | 573  | 670  | 650  | 663  | 659  | 682  | 704  | 704  | 717  |
|               | 1968 | 1982 | 1990 | 2006 | 2013 | 2015 | 2017 | 2019 | 2020 | 2022 |